# 正親町三条公綱 (室町時代)
正親町三条 公綱（おおぎまちさんじょう きんつな、- 文明3年（1471年）閏8月10日）は、室町時代中期の公卿。

## 官歴
- 永享9年（1437年）：侍従、右近衛少将
- 永享10年（1438年）：駿河権介
- 永享12年（1440年）：従五位上
- 永享13年（1440年）：正五位下
- 嘉吉2年（1442年）：従四位下、右近衛中将
- 嘉吉3年（1443年）：播磨介
- 嘉吉4年（1444年）：蔵人頭
- 文安3年（1446年）：正四位下、参議
- 文安4年（1447年）：土佐権守
- 文安6年（1449年）：従三位、権中納言
- 宝徳2年（1450年）：正三位
- 享徳2年（1453年）：権大納言
- 享徳3年（1454年）：従二位
- 康正2年（1456年）：正二位
- 長禄3年（1454年）：大宰権帥

## 系譜
- 父：正親町三条公雅
- 兄：正親町三条実雅
- 姉妹：正親町三条尹子